# 작은붉은날여우박쥐
작은붉은날여우박쥐(Pteropus scapulatus)는 큰박쥐과에 속하는 박쥐의 일종이다. 오스트레일리아의 북부와 동부 지역의 토착종이다. 몸무게는 300~600g 정도이다. 오스트레일리아 대륙에서 가장 작은 날여우박쥐(다른 종은 검은날여우박쥐와 안경날여우박쥐, 회색머리날여우박쥐이다.)이다.

## 습성
모든 종 중에서 가장 넓은 분포 지역을 가지고 있으며, 더 큰 과일박쥐류보다 더 내륙 쪽에 분포한다. 먹이는 주로 유칼립투스 꽃의 꽃꿀과 꽃가루로 이루어져 있으며, 가루받이의 역할을 한다. 작은붉은날여우박쥐는 떠돌이 생활을 하는 박쥐로 최대 수백만 마리의 거대 집단 속에서 발견될 수 있다. 4월과 5월에 대륙의 다른 날여우박쥐류보다 6개월 늦게 새끼를 낳는다.